# Стилістичний довідник
Стилістичний довідник (style guide) — це сукупність стандартів щодо написання, форматування та дизайну документів. Стилістичний довідник, поданий у вигляді книги, часто називають посібником зі стилю або довідником зі стилю. Короткий за обсягом стилістичний довідник (кілька сторінок або десятків сторінок) часто називають таблицею стилів (style sheet), хоча цей термін має багато інших значень. Стандарти, зафіксовані в стилістичному довіднику, можуть бути призначені як для загального використання, так і для конкретної публікації, організації або сфери.
Стилістичний довідник містить стандартні вимоги щодо стилю з метою покращити комунікацію шляхом забезпечення узгодженості як на рівні одного документа, так і в кількох різних документах. Найчастіше в стилістичному довіднику наведено стандарти щодо пунктуації, використання великих літер, посилання на джерела, форматування чисел, дат і часу, зовнішній вигляд таблиць тощо.
Стилістичний довідник може мітити вимоги щодо стилю мовлення, вживання термінів, мовленнєвої та візуальної композиції, орфографії та типографіки. У стилістичних довідниках, призначених для академічних або технічних документів, наводять також найкращі практики з питань етики — наприклад, авторства, проведення досліджень та розголошення інформації і відповідності стандартам (технічним або нормативним). Крім того, стилістичний довідник використовують для перекладу, щоб забезпечити узгодженість граматичних рішень (наприклад, вибір часу, ступеня формальності тощо) і аспектів локалізації (наприклад, системи одиниць).
Стилістичні довідники розробляють з різною метою, від загального використання широкою громадськістю до різноманітних вузькоспеціалізованих цілей, наприклад, для студентів і науковців різних навчальних дисциплін — медицини, журналістики, юриспруденції, бізнесу загалом та окремих галузей економіки.
Фірмовим стилем (house style) називають стиль, який відповідає вимогам стилістичного довідника конкретного видавництва чи іншої організації.

## Різновиди
Стилістичні довідники сильно відрізняються один від одного за обсягом і охопленням. Автори, які працюють у певній великій галузі промисловості або професійному секторі і створюють спеціалізовані документи, зазвичай посилаються на конкретні стилістичні довідники, розроблені спеціально для цієї сфери, галузі або сектору. Такі посібники здебільшого доречні й корисні лише для спеціалізованої документації: вони допомагають авторам, які працюють у певних галузях та/або секторах, оприлюднювати суто технічну інформацію в наукових статтях або галузевих білих книгах.
У професійних стилістичних довідниках різних країн вміщено авторитетні поради щодо поширених у них мов та їх використання. Наприклад, у Великій Британії це New Oxford Style Manual видавництва Oxford University Press; у США — The Chicago Manual of Style видавництва University of Chicago Press; в Австралії та Канаді стилістичні довідники розробляє уряд і вони доступні в Інтернеті.

### Обсяги
Розмаїття обсягу та охоплення є наслідком того, що стиль, описаний в одному довіднику, часто визначається стилем, поданим в іншому, — як, наприклад, каскадні стилі CSS.
Короткий стилістичний посібник часто називають таблицею стилів. Докладний посібник, як правило, великий за обсягом, і його називають посібником зі стилю або довідником зі стилю. Зазвичай для певного проєкту — книги, журналу або серії монографій — створюють коротку таблицю стилів, яка є розвиненням або адаптацією загальнішого довідника організації, наприклад, видавничої компанії. Таку спеціалізовану таблицю стилів називають внутрішнім стандартом, корпоративним стилем, видавничим стилем. Більшість внутрішніх стилів, своєю чергою, ґрунтуються на більш вичерпному галузевому або професійному стилістичному довіднику.
Нижче наведено кілька прикладів англомовних галузевих стилістичних довідників (докладніше див. нижче):
- ACS, AMA та CSE — для точних наук.
- AP Stylebook — для журналістики та всіх видів внутрішніх і зовнішніх корпоративних комунікацій.
- APA та ASA — для соціальних наук.
- Bluebook[en] — для юриспруденції.
- The Chicago Manual of Style[en] (CMOS) and Oxford для академічних видань та видавничої справи.
- MLA для мовознавства та літературознавства, а також нормативно в американській середній освіті.
- USGPO і AGPS для урядових публікацій.

Ці довідники, своєю чергою, наслідують орфографічні мовні норми — наприклад, англійську орфографію для англомовних публікацій. Якщо йдеться про англійську мову, мовні норми залежать від національних особливостей, зокрема варіацій англійської — британська, американська, новозеландська тощо.

### Теми
Деякі стилістичні довідники присвячені конкретним тематичним областям, як-от графічний дизайн або типографіка. Наприклад, у довіднику з оформлення вебсайтів описано візуальні й технічні аспекти публікації тексту в Інтернеті.
У стилістичних довідниках, присвячених слововживанню, часто наведено поради щодо того, як уникати расистських, сексистських та гомофобних висловлювань. У наукових і технічних довідниках зазвичай наведено номенклатуру, яка визначає назви або класифікаційні ознаки, яким надається перевага, оскільки вони є зрозумілими, стандартизованими та онтологічно обґрунтованими (наприклад, таксономія, хімічна номенклатура тощо).

## Оновлення
Вміст більшості стилістичних довідників час від часу переглядають, щоб врахувати зміни норм і правил слововживання. Періодичність оновлення та контроль змін у нових редакціях довідників визначаються їхніми авторами. Для стилістичних довідників у форматі посібників нові редакції зазвичай з'являються кожні 1—20 років. Наприклад, AP Stylebook переглядають щорічно; станом на 2021 рік посібники Chicago, APA та ASA витримали 17, 7 та 4 видання відповідно. Багато внутрішніх стилістичних стандартів змінюються навіть частіше.

## Українські стилістичні довідники
В Україні стандарти оформлення документів є централізованими та/або відомчими. Для публікацій, паперових та електронних джерел існують свої стандарти ДСТУ, галузеві стандарти та специфікації. Наприклад, ДСТУ 3008:2015 визначає правила оформлення звітів про результати теоретичних та/або прикладних досліджень, науково-дослідницьких, дослідно-конструкторських, дослідно-технологічних робіт. На основі положень і вимог цього стандарту розроблені й розробляються нормативні та методичні документи, які встановлюють вимоги до оформлення нормативно-правових актів і документів, що регламентують підготовку наукових кадрів в Україні.

## Англомовні стилістичні довідники
В англомовній науковій та спеціальній літературі найпоширенішими є такі стилі (скорочене найменування, повне найменування, сфера застосування):
- AAA (American Anthropological Association) — антропологія, ґрунтується на Chicago.
- ACS (Американське хімічне товариство) — хімія.
- AGPS (Australian Government Publishing Service) — офіційні публікації Австралії (див. також USGPO).
- AIP (Американський інститут фізики) — фізика.
- ALWD (Association of Legal Writing Directors) — правові джерела США (поширений менше, ніж Bluebook).
- AMA (American Medical Association) — медицина (див. також NLM).
- AMS (Американське математичне товариство) — математика.
- AP (Ассошіейтед Прес) — журналістика, реклама, піар.
- APA (Американська психологічна асоціація) — психологія, бізнес (див. також HBA), кримінологія, економіка, педагогіка (зокрема прикладна лінгвістика), соціологія.
- APSA (American Political Science Association) — політологія, міжнародні відносини (крім журналів ISA), ґрунтується на Chicago.
- ASA (Американська соціологічна асоціація) соціологія, ґрунтується на Chicago.
- Bluebook[en] — найвідоміший довідник з оформлення юридичних посилань у США.
- The Business Style Handbook[en].
- Canadian Guide to Uniform Legal Citation[en] (= McGill Guide / Uniform Legal Citation) канадський стандарт цитування юридичних документів.
- Chicago (The Chicago Manual of Style[en]) — Чиказький стилістичний довідник, який витримав 16 перевидань. Використовується як базовий стандарт для гуманітарних публікацій. На ньому ґрунтується низка вужчих стандартів.
- Citing Medicine — див. NLM.
- CP (Canadian Press) — стандарти публікацій у канадській пресі[1].
- CS (Canadian Style) — офіційні публікації Канади, посібник для сертифікованих перекладачів.
- CSE (Council of Science Editors) — біологія.
- The Elements of Style[2]
- The Elements of Typographic Style[en]
- Fowler's Modern English Usage
- Gregg Reference Manual — бізнес.
- Harvard Business School — бізнес.
- IEEE
- ISA (International Studies Association) — міжнародні відносини (журнали ISA).
- ISO 690[en].
- LSA (Linguistic Society of America) — лінгвістика (крім прикладної).
- Maroonbook[en] — юридичні посилання, США і Велика Британія; спрощена версія Oxford Standard of Citation of Legal Authorities[3].
- MHRA (Modern Humanities Research Association).
- Microsoft Manual of Style[en][4]
- MLA (Modern Language Association) — літературознавство, філософія, гуманітарні дисципліни[5].
- NLM (= Citing Medicine, Національна бібліотека США з медицини) — медицина.
- The New York Times Manual.
- The Oxford Guide to Style (= New Hart's Rules)[6].
- The Sense of Style.
- Turabian — різноманітні гуманітарні дисципліни, ґрунтується на Chicago.
- Посібник для авторів наукових робіт, тез та дисертацій[en]
- USGPO (United States Government Publishing Office) — офіційні публікації США.

Microsoft Word починаючи з версії 2007 року включає автоматичне форматування виносок і бібліографії за стандартами APA (6-те видання) і MLA (7-ме видання). Однак виноски у форматі APA містять помилку: рік виноситься в кінець, тоді як у стандарті APA він іде в дужках після імен авторів.